# Sandra McCoy
Sandra McCoy (née le 14 août 1979 à Santa Clara, en Californie) est une actrice américaine.

## Biographie
Sandra McCoy a joué dans SexCrimes 3 : Diamants Mortels de Jay Lowi en 2005.
Elle a aussi joué la même année dans Cry Wolf aux côtés de Jared Padalecki avec qui elle était fiancée mais a rompu pour une cause non-dévoilée.

## Filmographie
- 2002 : Magic Baskets de John Schultz : Pom Pom Girl #8
- 2002 : Une nana au poil de Tom Brady : Jessica
- 2004 : Les Experts : Miami (S2.Ep2) : Allyson
- 2004 - Comme Cendrillon : Pom Pom Girl #1
- 2005 - SexCrimes 3 : Diamants Mortels : Elena Sandoval
- 2005 - Cry Wolf : Mercedes
- 2006 - Les Experts : Manhattan (S2.Ep13) : Amber Capece
- 2006 - Mon oncle Charlie (S4.Ep1) : Tina
- 2006 - Veronica Mars (S3.Ep7) : Scarlett
- 2007 - Newport Beach (S4.Ep12) : Hippie Chick
- 2007 - Supernatural (S3.Ep5) : Crossroads Demon
- 2007 - Lost Signal : Tiffany Matthews
- 2008 - Nite Tales: The Movie : Serena
- 2009 - Pimpin' Pee Wee : Vanessa
- 2009 - Hot Babes : l'infirmière sexy
- 2009 - Secret Girlfriend (série télévisée)
- 2010 - The Love Affair : Claire
- 2010 - Las Angeles : Sara
- 2010 : Toxic
- 2010 - Bear Force One (vidéo) : capitaine Cindy
- 2011 - Rizzoli and Isles (série télévisée)
- 2012 - Werewolf in a Girls Sorority (vidéo) : Gloria
- 2012 - Femme fatales : professeur Kelsey Williams
- 2012 - Vegas : Monique Morel
- 2012-2013 - Geo's Pizza (série télévisée) : Monica